# Il cielo della vergine
Il cielo della vergine è il quarto album di Marco Masini, pubblicato nel gennaio 1995 in Italia, Svizzera, Germania, Belgio, Paesi Bassi e, alcuni mesi dopo, in versione spagnola (El cielo de virgo), in Spagna e America Latina.

## Descrizione
Anche in questa occasione le canzoni conquistarono il pubblico italiano e straniero, ma ancora una volta il cantante fu oggetto di critiche per le sue canzoni Bella stronza (nella quale parla di un amore finito male) e Principessa (dove tratta il tema delle violenze subite da una figlia da parte del padre), entrambe molto dirette ed esplicite.
Da molti è considerato l'ultimo degli album prodotti dal "primo" Masini. 
L'album è contraddistinto da una forte ed inattesa impronta acustica. In alcune canzoni (come le suddette due) l'accompagnamento di chitarra prende il posto del "vecchio" pianoforte, segnando probabilmente il passaggio ad una nuova stagione di Masini.
La canzone più rappresentativa è, a dispetto del titolo dell'album, Bella stronza: brano dal testo estremamente forte (sull'onda di Vaffanculo dell'album precedente).
Il terzo singolo estratto dal disco fu Il cielo della vergine, con cui Masini partecipò al Festivalbar.
Interessante, anche se poco apprezzato da gran parte del suo pubblico, il pezzo Il morbo di Beautiful in cui il cantante si prende gioco della sorella, vittima - a suo dire - della dipendenza dalla popolare soap americana.
L'album ebbe un ottimo lancio e rimase in testa alle classifiche italiane di vendita per sei settimane. Tuttavia, anche a causa dell'ostracismo di alcune emittenti radiofoniche e delle pesanti critiche subite dal cantante sulla stampa, il disco si mostrò meno longevo rispetto ai precedenti, arrivando a vendere 400.000 copie, un buon risultato, ma molto al di sotto rispetto alle attese. 
Nel 2022, a distanza di 27 anni dalla sua pubblicazione, l’album viene pubblicato per la prima volta anche in vinile.

## Tracce
1. Bella stronza (Giancarlo Bigazzi, Marco Masini) (5:21)
2. Il cielo della vergine (Giancarlo Bigazzi, Giuseppe Dati, Marco Masini) (6:09)
3. Frankenstein (5:16)
4. Il morbo di Beautiful (4:03)
5. Cuccioli (4:40)
6. Principessa (5:35)
7. Volersi male (5:05)
8. Fatti furbo (5:23)
9. Zero (4:55)
10. Tempo buttato via (4:19)

## Formazione
- Marco Masini – voce, organo Hammond, tastiera, pianoforte
- Riccardo Galardini – chitarra acustica
- Massimo Barbieri – programmazione
- Mario Manzani – chitarra elettrica
- Marco Falagiani – tastiera, organo Hammond, pianoforte
- Cesare Chiodo – basso
- Lele Melotti – batteria
- Massimo Pacciani – percussioni
- Luciano Mitillo – contrabbasso
- Roberto Molinelli – viola
- Tiziano Castelvetro – violino
- Aurelio Venanzi – violino
- Antonello Mostacci – violoncello
- Gabriella Melli – flauto
- Simone Baroncini – corno
- Amedeo Bianchi – sax
- Antonella Pepe, Tony Corradduzza, Danilo Amerio, Francesca Alotta, Francesca Balestracci, Laura Landi, Marcello De Toffoli, Massimo Rastrelli – cori

## Classifiche

### Classifiche settimanali
| Classifica (1995) | Posizione massima |
| ----------------- | ----------------- |
| Italia            | 1                 |
| Svizzera          | 9                 |
| Europa            | 25                |

### Classifiche di fine anno
| Classifica (1995) | Posizione |
| ----------------- | --------- |
| Italia            | 19        |